# Louis Beel
Louis Beel (ur. 1902, zm. 1977) – holenderski polityk, w latach 1946–1948 oraz 1958–1959 premier Holandii.

## Życiorys
Urodził się w 1902 roku.
Swoją karierę polityczną związał z Katolicką Partią Ludową. 3 lipca 1946 objął urząd premiera Holandii, zastępując na stanowisku Wima Schermerhorna, polityka Partii Pracy. Obowiązki pełnił do 7 sierpnia 1948, kiedy nowym premierem został Willem Drees z Partii Pracy). 22 grudnia 1958 powrócił na fotel premiera, zastępując Dreesa, pozostał na stanowisku do 19 maja 1959, gdy zmienił go Jan Eduard de Quay, również polityk Katolickiej Partii Ludowej.
Zmarł w 1977, w wieku siedemdziesięciu pięciu lat.